# 라이허

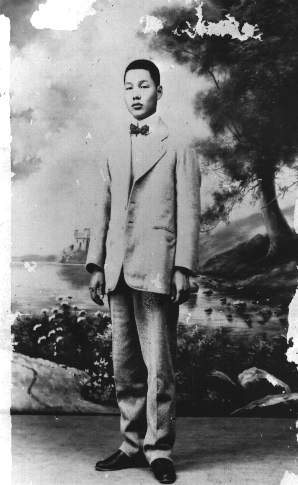

라이허(賴和, 1894년 5월 28일 ~ 1943년 1월 31일)는 타이완의 시인이다. 20세기 초 타이완에서 시대적 변화에 따른 새로운 문화와 사상을 적극적으로 수용한 지식인 중 한 명이자 타이완에 대한 일본의 식민 지배 역사와 일생을 거의 함께했던 인물이다.

## 생애
라이허는 청나라 광서(光緖) 20년 5월 28일 장화(彰化)에서 태어났으며, 1895년 청일전쟁에서 중국의 패배로 인해 태어나자마자 일본제국의 식민지 신민이 되었고, 일제 당국에 의해 두 차례 투옥되었다가 풀려난 후 타이완이 해방되기 직전인 1943년 심장병으로 사망했다.
그의 본명은 라이허(賴河)이고, 한의사 집안에서 자라면서 한문을 포함해서 전통교육을 받는 한편 신식 학교를 다닌 끝에 타이베이에 있던 타이완 총독부 의학교를 졸업했다. 그 후 약간의 수습 기간을 거쳐 1917년 고향 장화에서 병원을 개업했으며, 이듬해부터 1년여 동안 샤먼(厦門)의 한 병원에서 근무하기도 했으나 곧 타이완으로 돌아와 평생 고향 사람들에게 헌신했다. 당시 장화 사람들은 그를 삼국지에 나오는 화타처럼 추앙했고, 그가 사망한 뒤에는 그의 묘에 난 풀을 뜯어 약으로 쓰면 효험이 있다고 해 그의 묘는 항상 반지르르했다고 한다. 그는 의사 일을 하면서 창작 활동을 겸했는데, 대개 낮에는 병원 일에 쫓겨 시간이 없었고 주로 밤에 잠을 설쳐 가며 작품을 썼다. 하지만 그런 중에도 1925년부터 1935년 사이 약 10년간 소설과 시를 포함해 많은 작품들을 발표했다.
라이허는 1925년 8월 처음으로 산문 ＜무제(無題)＞와 시 ＜깨달은 희생(覺悟的犧牲)＞을 발표했다. 당시 라이허는 구시(舊詩)에서부터 신시(新詩), 산문, 소설 할 것 없이 모두 상당한 수준에 이르렀고, 그를 거치면서 타이완의 문학이 큰 변화를 보였기 때문에 그는 많은 작가들로부터 한결같은 존경을 받았다. 그의 작품 중 소설로는 ＜흥 겨루기(鬪鬧熱)＞(1926), ＜저울(一杆稱子)＞(1926), ＜마음 같지 않은 신년(不如意的過年)＞(1928), ＜뱀 선생(蛇先生)＞(1930), ＜모욕?!(辱?!)＞(1931), ＜낭만외기(浪漫外紀)＞(1931), ＜귀향(歸家)＞(1932), ＜풍작(豊作)＞(1932), ＜말썽(惹事)＞(1932) 등 약 30편의 단편이 있으며, 주로 ≪타이완민보(臺灣民報)≫에 게재되었다.
라이허는 일본의 식민지 통치에서 자신이 직접 경험한 암울한 시대 상황을 작품을 통해 절실하게 증언했다. 그의 작품은 타이완의 현실 상황과 타이완 사람들의 심리 상태를 핍진하게 표현하고 있을 뿐만 아니라 더 나아가서 20세기 전반 타이완의 역사를 생동감 있게 기록해 놓고 있다. 그의 산문 역시 탁월한 풍자 기법을 사용해 식민 지배자의 추악한 면모와 잔인한 본성을 폭로, 비판하고 있다. 전체적으로 볼 때 그의 초기 작품에는 강렬한 민족의식과 더불어 초지일관 약자의 편에 서서 강자를 비판하는 모습이 뚜렷하게 나타났다.
한편 1921년 라이허는 타이완문학협회에 가입하면서 신문학의 편집과 출판에도 적극적으로 참여했으며, 타이완에서 전개된 신구(新舊) 문학의 격렬한 논쟁 중에는 구문학을 강력하게 비판하고 신문학을 제창했고, 또한 청년 작가들의 양성에도 특별한 관심을 쏟았다. 1945년 타이완이 해방되기 전까지 타이완 사람들은 일본 제국주의의 유린과 수탈을 겪어야만 했는데, 이러한 모습을 직접 목격하고 경험한 라이허는 문학으로 반일 사상을 고취하면서 사실상 식민지 상황에서 타이완의 민족주의 문학을 이끌었다. 이런 점에서 볼 때 그는 타이완 신문학에서 5․4신문학운동의 영향을 비교적 분명하게 받은 작가 중 한 사람이라고 할 수 있다.
요약하자면, 그의 작품 속에 담겨 있는 민족주의, 저항 의식, 계몽 정신, 하층민에 대한 애정, 리얼리즘, 풍자 수법이라든가 그의 작품이 동시대와 다음 시대 많은 다른 작가들에게까지 큰 영향을 끼쳤다는 점 등 모든 면에서 볼 때, 그를 두고 ‘타이완 신문학의 아버지’, ‘타이완의 루쉰’이라고 칭하는 것은 전혀 과찬이 아니다. 아니 어쩌면 그보다 더 나아가서 (적어도 타이완에서는) 루쉰과 어깨를 나란히 할 만한 작가였다고 할 수 있다.